# Evangelische Kirche (Ettingshausen)

Nordseite der Kirche

Innenraum mit Blick Richtung Osten

Die Evangelische Kirche in Ettingshausen, einem Ortsteil von Reiskirchen (Hessen), ist eine Saalkirche aus dem 13. Jahrhundert mit einem Chorturm im Osten. Das hessische Kulturdenkmal steht stilistisch an der Übergangszeit zwischen Romanik und Gotik.
Die Kirchengemeinde, die mit Hattenrod und Harbach pfarramtlich verbunden ist, gehört zum Dekanat Gießener Land in der Propstei Oberhessen der Evangelischen Kirche in Hessen und Nassau.

## Geschichte
Kirchlich war Ettingshausen im Spätmittelalter dem Archidiakonat St. Johann in der Erzdiözese Mainz zugeordnet. Im Jahr 1507 war der Ort wahrscheinlich bei der Mutterkirche Münster/Lich eingepfarrt. Mit Einführung der Reformation wechselte der Ort zum evangelischen Bekenntnis und wurde 1606 eigenständige Pfarrei. Als erster evangelischer Pfarrer wirkte hier Johannes Vigelius Hausmann von Nidda von 1612 bis 1618.
Im 17. Jahrhundert erfolgten eine Erhöhung des Dachs und der Einbau einer hölzernen Längstonne und der Emporen. In den 1730er Jahren wurden in die südliche Wand größere Fenster eingebrochen. Daniel Hisgen schuf in den 1770er Jahren die Ölgemälde in den Emporenbrüstungen. Über dem Chorbogen wurde eine Empore eingebaut, auf der die Orgel ihren Standort fand. Von 1878 bis 1880 folgte eine Innenrenovierung, bei der eine neue Orgelempore eingebaut wurde, auf der 1880 eine neue Orgel ihren Standort fand. Im Zuge einer weiteren Innenrenovierung im Jahr 1899 wurde der Chor freigelegt, indem die dortigen Bänke für die männlichen Konfirmanden entfernt und die Orgelempore auf Eisenträgern erhöht wurden. Eine Gipsdecke ersetzte die bisherige Leinwand, die über die Holzbretter gespannt war. Über dem Chorbogen wurde der Spruch „Friede sei mit Euch!“ und über dem Ostfenster „Ehre seit Gott in der Höhe!“ angebracht. Der Fußboden wurde mit neuen Platten belegt und ein Ofen eingebaut. Pfarrer Nies stiftete 1911 einen Kronleuchter. 1917 wurde der Turmgiebel erneuert, 1919 die Kirche elektrifiziert.
Bei einer umfassenden Innenrenovierung 1959 bis 1961 wurden der Innenraum dem modernen Zeitgeschmack entsprechend neu gestaltet, Einrichtungsstücke ersetzt und die Emporen erneuert. Die Gemälde wurden entfernt und landeten auf dem Bauschutt vor der Kirche. Auf Bitte des Bauingenieurs Peter Weyrauch rettete der Kirchenmaler Kurt Scriba sieben der ursprünglich zwölf Bilder. Nach der Restaurierung 1979/1980 wurden sechs Bilder im unteren Bereich der Kirche angebracht, ein siebtes Oberkirchenrat Joachim Petri aus Darmstadt geschenkt. Das Bild mit der Weihnachtsszene diente Scriba als Vorlage für ein neues Gemälde in der Rimbacher Kirche. Die eiserne Wendeltreppe, die den Zugang zu Orgel und Kanzel gewährte, wurde beseitigt. Seit 1959 ermöglichen die angebaute Sakristei und ein spitzbogiger Wanddurchbruch den Zutritt zur Kanzel. Die Empore mit dem Aufgang zum Glockenturm führt seitdem zur Orgel. Aufgrund des neuen Wandputzes gingen die beiden Bibelsprüche im Chor verloren. Die Dächer von Kirchenschiff und Turm wurden neu gedeckt und der Außenputz erneuert. 1961 wurden die Ziffernblätter und Zeiger entsprechend den barocken Vorlagen ersetzt und 1985 ein elektronisch gesteuertes Uhrwerk in den Turm eingebaut.
Da Feuchtigkeit und Salzausblühungen auftraten, musste der Außenputz 1990 wieder abgeschlagen und ein atmungsaktiver Putz angebracht werden. Nachdem der Entwurf von Roger Hertzfeld für die Neugestaltung des Innenraums vom Kirchenrat nicht angenommen wurde, folgte im Jahr 1996 eine Innenrenovierung. Die neue Farbkonzeption des Altarraums orientierte sich an der gotischen Fassung (um 1300) und die des Kirchenschiffes an der Spätgotik (um 1450), während die moderne Farbgebung zurückgenommen wurde. Die vorreformatorischen Sakramentsnischen im Chorraum und der Lungstein im unteren Bereich des Chorbogens, der aus einem Steinbruch in Nonnenroth stammen könnte, wurden bis zu den Kämpfern freigelegt. Zudem wurden die Bilder gereinigt und in neuen Rahmen wieder an der Empore angebracht.

## Architektur

Kirche von Westen

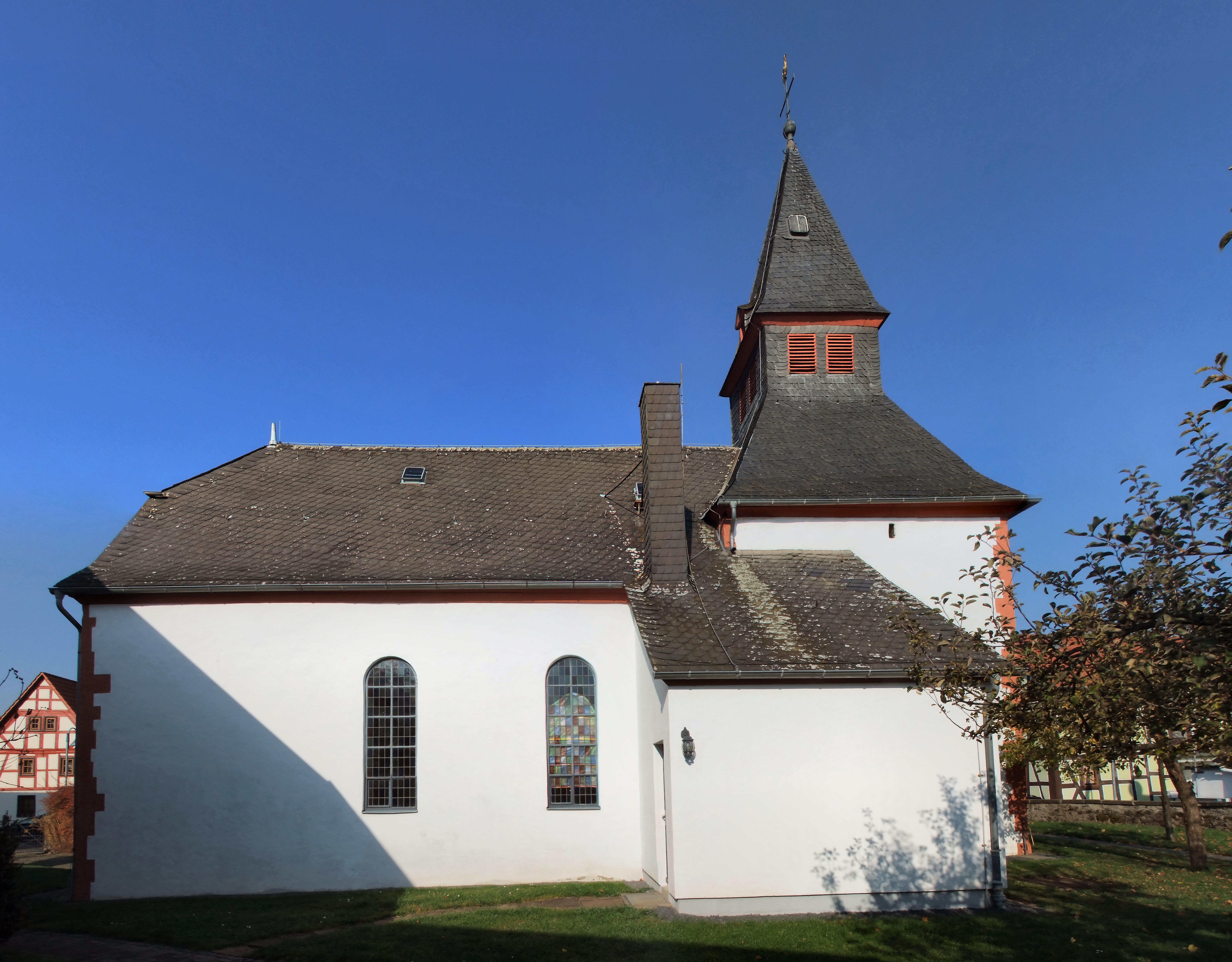
Kirche von Süden

Die geostete, einschiffige, weiß verputzte Saalkirche auf rechteckigem Grundriss ist inmitten eines ummauerten Friedhofs im Nordosten des alten Dorfzentrums mit wehrhaftem Charakter errichtet.
Der niedrige Turm auf quadratischem Grundriss reicht in seinem unteren Teil nur zwei Meter über das Schiff hinaus. Er hat an der Nordseite die ursprünglichen spitzbogigen Schlitzfenster (0,18 Meter × 1,20 Meter), im Osten und Süden spätgotische Fenster ohne Maßwerk. Das bunt bemalte Bleiglasfenster in der Ostwand, das der Künstler Beiler aus Heidelberg im Jahr 1902 bemalte, zeigt den auferstandenen Christus. Der Chorraum hat seit gotischer Zeit ein Kreuzgewölbe mit gekehlten Rippen, die auf Konsolen ruhen. Der runde Schlussstein ist mit einer Rose belegt, Symbol für Maria.
Der Triumphbogen ist spitzbogig und hat eine Kämpferplatte über einer Kehle. Das vierseitige, verschieferte Pyramidendach aus spätgotischer Zeit ist zweistufig und wird in der Mitte durch ein vierseitiges Glockengeschoss mit zwei Schalllöchern an jeder Seite unterbrochen. Die kleinen Gaupen wurden in den 1920er Jahren aufgesetzt. Bekrönt wird das Dach von einem Turmknopf, Kreuz und Wetterhahn.
Das Schiff hat im Westen ein Schopfwalmdach. Der Innenraum wird durch zwei große Rundbogenfenster des 18. Jahrhunderts in der Südseite und zwei sehr kleine rundbogige Fenster aus romanischer Zeit (0,16 Meter × 0,70 Meter) an der Nordseite belichtet. Das spitzbogige Westportal (1,34 Meter breit) in einer spitzbogigen Nische (2,12 Meter breit) stammt aus der Erbauungszeit der Kirche und dient als Haupteingang. Der Nordeingang ist ebenfalls spitzbogig und ursprünglich.

## Ausstattung

Brüstungsbild von Daniel Hisgen: Adam und Eva

Kanzel mit den 12 Aposteln

Der Innenraum des Schiffs wird von einer Holztonne abgeschlossen, die Gurtrippen und Kreuzrippen hat, die in hölzernen Schlusssteinen münden. Die moderne Winkelempore an der Nord- und Westseite hat in sechs Füllungen der hölzernen Brüstung Bilder von Daniel Hisgen mit biblischen Szenen, die zu einem ehemaligen Emporenzyklus gehören. An der Ostseite über dem Triumphbogen ist eine tribünenartige Empore aus dem Jahr 1959 für die Orgel eingebaut.
Die achteckige hölzerne Kanzel aus dem 18. Jahrhundert, die im Jahr 1733 bereits vorhanden war oder eingebaut wurde, hat in den drei Kanzelfeldern jeweils vier Füllungen mit Darstellungen der zwölf Apostel. Das barocke Altarkreuz ist ein Kruzifix des Dreinageltypus, das seit 1961 wieder am Altar angebracht ist. Die beiden Leuchter wurden 1879 gefertigt. Das moderne Gestühl lässt einen Mittelgang frei. Rechts der Kanzel fand ein Grabstein seinen Aufstellungsort. Er trägt die Inschrift: „Leich Text im … Lazarus unser Freund schläft; aber ich gehe hin, daß ich ihn aufwecke. Da sprachen seine Jünger, schläft er, so wird es besser mit ihm.“ (Joh 11,11–12 ).
Der Chor ist gegenüber dem Schiff um zwei Stufen erhöht. Der Blockaltar aus rotem Sandstein mit Platte steht mittig im Chorraum. An der Nord- und Südseite des Chors sind in niedriger Höhe quadratische Sakramentsnischen aus vorreformatorischer Zeit eingelassen, die mit einem schmiedeeisernen Gitter verschlossen sind.

## Orgel

Förster-Orgel von 1880

Im Jahr 1703 erhielt die Kirche eine barocke Orgel, die wahrscheinlich von Florentinus Wang aus Hadamer gebaut wurde. Das Instrument verfügte über acht Register auf einem Manual und über kein Pedal. Johann Georg Förster baute 1880 auf der neu errichteten Empore ein einmanualiges Werk mit acht Registern und mechanischen Kegelladen. Eine größere Reparatur erfolgte 1938 durch Förster & Nicolaus, die 1996 die Prospektpfeifen aus Zink durch Zinnpfeifen ersetzten und das Gehäuse mit Bierlasur neu fassten. Der Prospekt wird durch Lisenen in drei Pfeifenfelder gegliedert. Die Disposition lautet wie folgt:
| Manual C–f3 |       |
| Principal   | 8′    |
| Bourdon     | 8′    |
| Salicional  | 8′    |
| Octave      | 4′    |
| Flöte       | 4′    |
| Quinte      | 3′    |
| Mixtur      | 1 ⁄3′ |

| Pedal C–d1 |     |
| Subbass    | 16′ |

- Koppeln: I/P

## Geläut
Der Glockenstuhl beherbergt ein Dreiergeläut. Im Jahr 1806 gab es eine mittelalterliche Glocke und zwei aus dem Jahr 1806 der Firma Otto aus Gießen, die alle 1917 zu Rüstungszwecken abgeliefert werden mussten. Die Firma Rincker lieferte 1920 als Ersatz drei neue Glocken, von denen zwei im Zweiten Weltkrieg abgetreten wurden. Die kleine Glocke blieb erhalten und wurde 1953 mit derselben Inschrift umgegossen. 1952 goss Rincker die große Glocke. Die mittlere Leihglocke von Lorentz Kökeritz aus dem Jahr 1678 ist die älteste. Sie stammt ursprünglich aus dem schlesischen Babin. Im Jahr 1964 wurde das Geläut elektrifiziert.
| Nr. | Gussjahr | Gießer, Gussort  | Schlagton | Inschrift | Bild |
| --- | -------- | ---------------- | --------- | --- | ---- |
| 1   | 1952     | Rincker, Sinn    |           | „ZUR ANDACHT RUFE ICH + UM FRIEDEN BITTE ICH + DEN HERRN PREISE ICH UNSEREN GEFALLENEN ZUM ANDENKEN 1914–1918 1939–1945“                                                                           |      |
| 2   | 1678     | Lorentz Kökeritz |           | „HERRN HANS HINRICH V. FLEMIG HAUPTMANN ZU COLBATZ H. FRIDRICH HOLTZENS PASTORIS DANIEL SPCKEN SCHULTZ BERND NIESEN UND JOCHEN WEND KIRCHENVORSTEHER ZU BABIN LORENTZ KÖKERITZ GOS MICH ANNO 1678“ |      |
| 3   | 1920     | Rincker          |           | „RUFE MICH AN IN DER NOT PSALM 50.15“ |      |